# کلیسای مارونی

نشان کلیسای مارونی

کلیسای مارونی با نام کامل کلیسای مارونی سریانی انطاکیه (به سریانی: ܥܕܬܐ ܣܘܪܝܝܬܐ ܡܪܘܢܝܬܐ ܕܐܢܛܝܘܟܝܐ) شاخه‌ای از کلیسای کاتولیک شرقی است. جامعهٔ مارونی به دست مارون قدیس در سدهٔ چهارم پس از میلاد و نخستین پاتریارک آن یوحنا مارون بود که در سدهٔ هفتم بدین جایگاه دست‌یافت.
مارونی‌ها پیروان فرقه‌ای از مذهب کاتولیک هستند که پس از انشعاب در کلیسای روم شرقی، به نام مارون قدیس پی‌ریزی شد و در خاورمیانه گسترش یافت. روحانیان مارونی بر خلاف روحانیان کاتولیک رومی حق ازدواج دارند.
مارونی‌ها در جامعهٔ امروز لبنان -به رغم شمار پیروانشان- گروهی اثرگذارند. آنان خود را از دیرباز وفادار به سریر مقدس و پاپ می‌دانسته‌اند. مسیحیان مارونی آشوری‌تبارند.